# Rio Ciobanu
O Rio Ciobanu é um rio da Romênia, afluente do Slătioara, localizado no distrito de Suceava.